# Квантовая космология
Квантовая космология — область теоретической физики, изучающая влияние эффектов квантовой механики на формирование Вселенной и её раннее развитие, особенно сразу после Большого взрыва.
Одной из важных моделей квантовой космологии является инфляционная модель ранней Вселенной.
Начато построение теории квантового рождения Вселенной.
Несмотря на многие попытки, такие как уравнение Уилера — Девитта, область остается довольно спекулятивным направлением квантовой гравитации.